# Відеохостинг
Відеохостинг — сайт, що дозволяє завантажувати, конвертувати, зберігати, відтворювати та переглядати відео у браузері, наприклад через спеціальний програвач (при цьому більшість подібних сервісів не надають відео, дотримуючись принципу створення вмісту користувачем). Часто це робиться за допомогою структурованої великої системи, яка може приносити дохід. Зазвичай користувачі завантажують відеовміст через вебсайт служби хостингу, мобільний чи настільний застосунок або інший інтерфейс (API). Тип завантаженого відеовмісту може бути будь-яким: від коротких роликів до повнометражних телевізійних шоу та фільмів. Відеохост зберігає відео на своєму сервері та пропонує користувачам можливість увімкнути різні типи вбудованих кодів або посилань, що дозволяють іншим його переглядати. Вебсайт, який переважно використовується для хостингу відео, зазвичай називають вебсайтом для обміну відео.
Відеохостинг став набирати популярність разом з розповсюдженням широкосмугового доступу до інтернету і розвитком (здешевленням) жорстких дисків.
Сервіс YouTube, що належить нині компанії Google, зробив революцію — новим захопленням активних користувачів інтернету став перегляд відеосюжетів онлайн.

## Історія
Онлайн-хостинг відео та потокове його передавання стало можливим завдяки стисненню відео, викликаному непрактично високими вимогами до пропускної здатності мережі для нестисненого відео. Швидкість передачі даних нестиснутого цифрового відео становить 168 Мбіт/с для SD-відео та понад 1 Гбіт/с для відео Full HD. Найважливішим алгоритмом стиснення даних, який дозволив реалізувати відеохостинг та потокове передавання, є дискретне косинусне перетворення (DCT), техніка стиснення зі втратами, вперше запропонована Насіром Ахмедом 1972 року. Алгоритм DCT є основою для першого практичного формату кодування відео, H.261 (1988). Потім з'явились популярніші формати кодування відео на основі DCT, зокрема стандарти MPEG та H.26x для відео (від 1991 року). Модифіковане дискретне косинусне перетворення (MDCT) також є основою для формату стиснення аудіо MP3, представленого в 1994 році, а пізніше — формату Advanced Audio Coding (AAC) у 1999 році.

### Сайти для відеохостингу
Першим вебсайтом для хостингу відео став ShareYourWorld.com. Заснований 1997 року, він дозволив користувачам завантажувати кліпи або й довгі відео в різних форматах файлів. Однак пропускна здатність доступу до інтернету та технологія перекодування відео були на той час обмеженими, тому сайт не підтримував потокового передавання відео, як це пізніше зробив YouTube. ShareYourWorld, який заснував Чейз Норлін, діяв до 2001 року, коли закрився через проблеми з бюджетом та пропускною здатністю.
Заснована в жовтні 2004 року Pandora TV (Південна Корея) — це перший у світі вебсайт для обміну відео, який прикріплює рекламу до представлених користувачами відеокліпів та надає необмежений простір для зберігання даних для завантаження власних кліпів. Компанія розробила систему, яка автоматично вставляє рекламу в кліпи, розміщені на вебсайті. Сайт засновано в Каннамі, районі Сеула.

### Платформи для потокового відео
YouTube заснували 2005 року Чад Герлі, Джавед Карім та Стів Чен. Він базувався на технології перекодування відео, яка дозволила передавати потокове відео, створене користувачем, з будь-якої точки Всесвітньої мережі. Це стало можливим завдяки впровадженню програвача Flash на основі відео MPEG-4 AVC із аудіо AAC. Це дозволило завантажити відео, закодоване в будь-якому форматі, а потім перекодувати його в сумісний з Flash формат AVC, який дозволяє безпосередню трансляцію з будь-якої точки інтернету. Першим відеокліпом на YouTube став «Я в зоопарку», завантажений Карімом у квітні 2005 року.
Згодом YouTube став найпопулярнішою онлайн-відеоплатформою і змінив спосіб розміщення відео в інтернеті. Успіх YouTube зумовив низку подібних онлайн-платформ для потокового відео від таких компаній, як Netflix, Hulu та Crunchyroll.
На платформах для потокового відео, таких як Netflix, Hulu та YouTube, виникають проблеми конфіденційності щодо того, як вебсайти використовують особисту інформацію споживачів та поведінку в мережі для реклами та відстеження витрат. Багато вебсайтів для потокового відео записують напівприватну інформацію про споживача, таку як дані потокового відео, частота покупок, жанр переглянутого відео тощо.

## Переваги відеохостингів (для користувачів)
- Заощадження на пропускній здатності та витратах на хостинг, часто витрати виключаються повністю.
- Створення місця для обміну та спільного перегляду відеовмісту.
- Створення зручного для користувачів середовища, коли завантаження відео та потокове передавання або вбудовування відео не вимагає знань з програмування. Нині для цього зазвичай використовують веббраузер.

## Спеціалізація
Велика кількість сайтів відеохостингу тематично не обмежує своє наповнення. Однак деякі відеохостинги займаються окремими напрямками, пропонуючи тематичні портали. Особливе місце займають послуги з публікації наукового, науково-популярного та навчального відеовмісту (наприклад, англомовний сервіс SciVee та російськомовний — Інтернет Урок).

## Підтримка безкоштовного формату відео
Деякі вебсайти надають перевагу форматам відео без оплати роялті, таким як Theora (з Ogg) та VP8 (з WebM). Зокрема, спільнота Вікіпедії виступає за формат Ogg, і деякі вебсайти зараз підтримують пошук спеціально для відеороликів WebM.

## Правові аспекти
У той час, як на деяких сайтах проводиться контроль за завантаженими відеофайлами (як, наприклад, у Вікісховищі, де зберігається безліч вільних роликів), багато відеохостингів мають проблеми, пов'язані з тим, що користувачі завантажують відеокліпи, не бувши їх правовласниками. Так, проти YouTube час від часу порушуються судові розгляди, в яких виробники музичних відеокліпів, фільмів або телесеріалів вимагають від Google (власника сервісу) грошової компенсації.
На деяких вебсайтах користувачі діляться цілими фільмами, розбиваючи їх на сегменти, розмір яких приблизно дорівнює обмеженню довжини відео, встановленому сайтом (наприклад, 15 хвилин). Трапляється, що користувачі затуманюють назви повнометражних фільмів, якими вони діляться, додаючи заголовок, який може впізнати людина, але не звичайна пошукова система. Для користувача навіть не у всіх випадках очевидно, чи відео надано з порушенням авторських прав.
З міркувань конфіденційності, коментарі користувачів зазвичай нехтують вебсайти, що займаються збереженням інтернету, наприклад, Wayback Machine або в Archive.today.

## Темпи зростання обсягу і трафіку
В кінці 2007 року трафік YouTube перевищив сумарний трафік інтернету на території США станом на 2000 рік. У кінці 2008 року YouTube і Hulu перевищили цей показник у два рази.
За повідомленнями компанії Cisco, обсяг відеотрафіку на території Північної Америки і Європи в жовтні 2008 року досяг рівня загального трафіку всього інтернету станом на жовтень 2001 року. За підрахунками компанії Comscore, в Північній Америці, Великій Британії, Франції і Німеччині споживається понад сто мільярдів хвилин онлайнового відео на місяць.
На першому місці за обсягом місячного трафіку перебуває YouTube з відміткою в 31 ПБ (31 млн ГБ) на місяць, на другому — Hulu з 17 ПБ. YouTube знадобилося більше року, щоб досягти позначки 15 ПБ, тоді як Hulu пройшов цей етап за 7 місяців, що підкреслює піонерську роль сервісу YouTube.
Оглядачі Cisco вважають, що відеохостинг дуже змінив роль вебкамери: з поширенням безлімітного широкосмугового доступу до інтернету, для багатьох вона ніби відкрила вікно в «іншу кімнату». Так, за два місяці 2008 року відвідувачі сайту ustream.tv подивилися більше 5 млн годин відеозаписів про щенят, відомих під назвою Shiba Inu Puppy Cam. Цей обсяг дорівнює кількості годин, проведених спортивними вболівальниками на відеосайтах ESPN.com за цей самий період, а використаний трафік (620 терабайт) у 15 разів перевищив трафік всього інтернету на території США за один місяць 1994 року.

## Вплив
У 2010-х роках, із зростанням поширеності технологій та інтернету у повсякденному житті, послуги відеохостингу є порталом для різних видів розваг (комедій, шоу, ігор чи музики), новин, документальних фільмів та навчальних відео. Вміст може бути як створеним користувачами, аматорськими кліпами, так і комерційними продуктами. Індустрія розваг використовує цей носій для випуску музики та відео, фільмів та телевізійних шоу безпосередньо для публіки. Оскільки багато користувачів не мають необмеженого вебпростору, ні платного, ні через інтернет-провайдера, послуги з хостингу відео стають все популярнішими, особливо зі зростанням популярності блогів, інтернет-форумів та інших інтерактивних сторінок. Масовий ринок телефонів з камерою та смартфонів збільшив обсяг відео, створеного користувачами. Традиційні методи поширення персонального відео, такі як створення DVD для показу друзям вдома, не підходять для низької роздільної здатності та великої гучності кліпів телефонних камер. На відміну від них, нинішні широкосмугові з'єднання з інтернетом добре підходять для якості відео, знятого на мобільних телефонах. Більшість людей не володіють вебсерверами, і це створило попит на створений користувачами хостингу відеовміст.

## Мобільний відеохостинг
Пізніше застосування послуг відеохостингу пов'язане з мобільною вебареною 2.0, де відео та інший мобільний вміст можуть бути доставлені на мобільні пристрої та легко доступні на них. Хоча деякі сервіси відеохостингу, такі як DaCast та Ustream, розробили засоби, за допомогою яких відео можна переглядати на мобільних пристроях, орієнтовані на мобільні пристрої вебінтерфейси для служб відеохостингу, які мають рівний доступ та можливості для вебслужб, орієнтованих на настільні комп'ютери, ще не були розвинені. Мобільне програмне забезпечення для прямої трансляції під назвою Qik дозволяє користувачам завантажувати відео з мобільних телефонів в інтернет. Далі відео зберігатимуться в інтернеті та можуть передаватися на різні сайти соціальних мереж, такі як Twitter, Facebook та YouTube. Відео зберігатимуться на серверах, і їх можна буде переглядати як з мобільних пристроїв, так і з вебсайту.[джерело?]